# Cyanea tzetlinii
Cyanea tzetlini — вид сцифоидных семейства Cyaneidae отряда флагомедуз. Открыты в Белом море в окрестностях биостанции МГУ в 2015 году. Названа в честь А. Б. Цетлина, директора биостанции.

## Описание
Медуза ярко-красного цвета, до 17 сантиметров в диаметре купола.

## История открытия
Обнаружена студентами факультета биоинженерии и биоинформатики. Группа студентов работала на аппаратах для молекулярно-генетических анализов с цианеями. Последовательности цепочки ДНК делились на две группы, что указывало на принадлежность к двум разным видам. По морфологическим признакам медузы тоже различались строением ропалий, сидящих по краям купола и несущих глаза, нервные центры и статоцисты.)
Ранее считалось, что в Белом море обитает лишь один вид медуз-цианей — Cyanea capiliata.